# Pałac w Zakrzewie (powiat gnieźnieński)
Pałac w Zakrzewie – zabytkowy pałac we wsi Zakrzewo, w województwie wielkopolskim. Znajduje się na szlaku pałaców i dworów Powiatu Gnieźnieńskiego.

## Historia
Pałac wybudowany został w latach 1870 (lub 1871)-1872. Hrabia Albin Belina Węsierski (właściciel Zakrzewa) wraz z budowniczym gnieźnieńskim Ludwikiem Ballenstaedtem wyjechali na wystawę do Paryża i po powrocie na miejscu starego dworu wybudowali obecny pałac. 
Przed 1939 na wyposażeniu pałacu pozostawały m.in. obrazy: 
- Mleczarka autorstwa Jana Piotra Norblina,
- Le temps découvre la verite autorstwa Petera Paula Rubensa,
- Michała Gorstkina-Wywiórskiego i Zofii Rudzkiej[3].

Podczas okupacji Niemcy wyrzucili z pałacu właścicieli, rodzinę Chełmickich. W 1945 obiekt został rozgrabiony, a potem przystosowany do obsługi kolonii letnich dzieci z Zakładów Cegielskiego. W 1978 przejął go PGR Rybno Wielkie. 
W 1990 zrujnowany obiekt przejął Wielkopolski Bank Kredytowy SA. W czerwcu 1991 otwarto tu centrum szkoleniowe. W 1992, za staranną renowację zabytku, przyznano złoty medal ministra kultury i sztuki.
Od WBK pałac odkupił Santander Bank Polska. Odbywały się tam szkolenia pracowników oraz spotkania przedstawicieli biznesu i polityki z kraju i zagranicy. Do znanych osób, które tu gościły, należą: Margaret Thatcher i Mary Robinson – prezydent Irlandii.
W 2021 obiekt zakupiła osoba prywatna (adwokat z Poznania).

## Architektura
Środkowa bryła budynku ozdobiona jest jońskimi kolumnami zwieńczonymi panopliami. Nad oknem w dachu znajduje się kartusz z herbem Belina, a w balustradzie balkonu pierwszego piętra korona hrabiowska.
Za pałacem rozciąga się 16-hektarowy park krajobrazowy ze stawem w środkowej części oraz strumykiem. Park powstał przed pałacem a założył go sprowadzony z Francji ogrodnik – Augustyn Denizot, który pozostał w Wielkopolsce zakładając szkółki ogrodnicze oraz urządzając parki w innych miejscowościach, tj. w Uzarzewie, Kopaszewie i Morownicy. Obok pałacu znajduje się neogotycka oficyna oraz budynek dawnej wozowni.

## Galeria

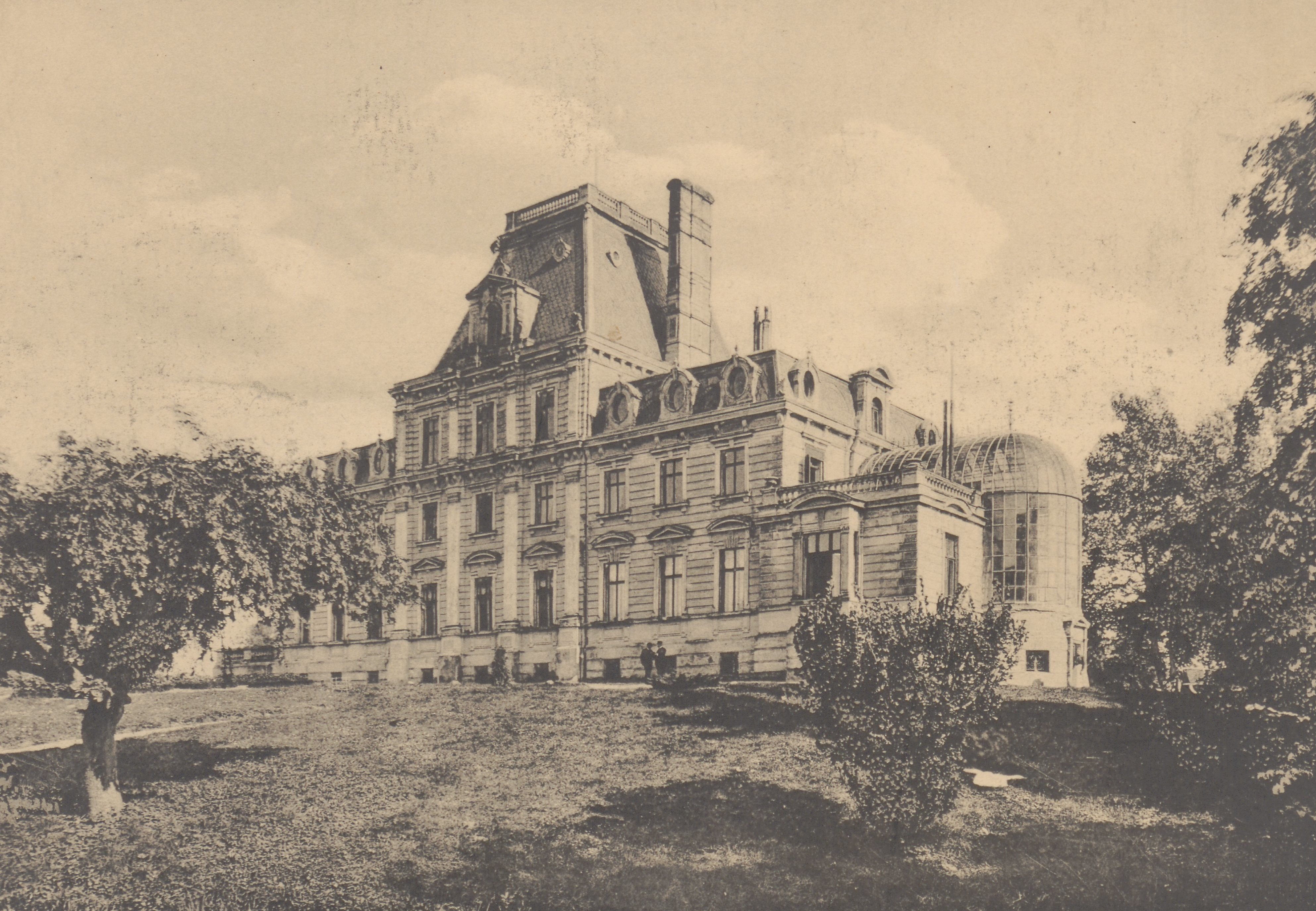
Widok pałacu przed 1912
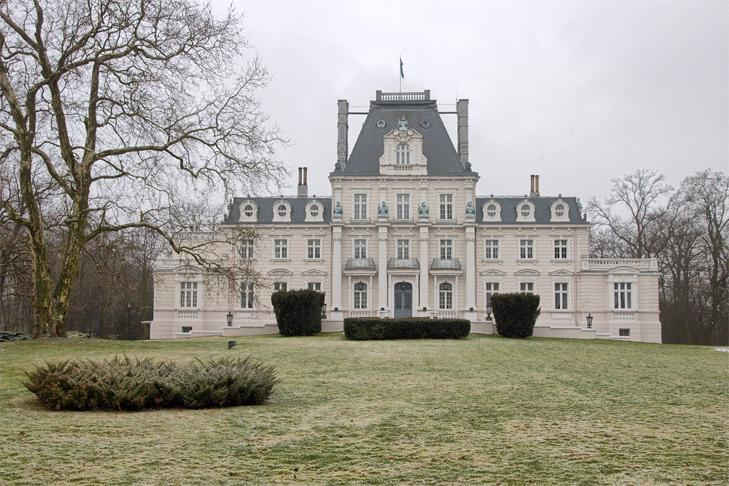
Widok na pałac od frontu
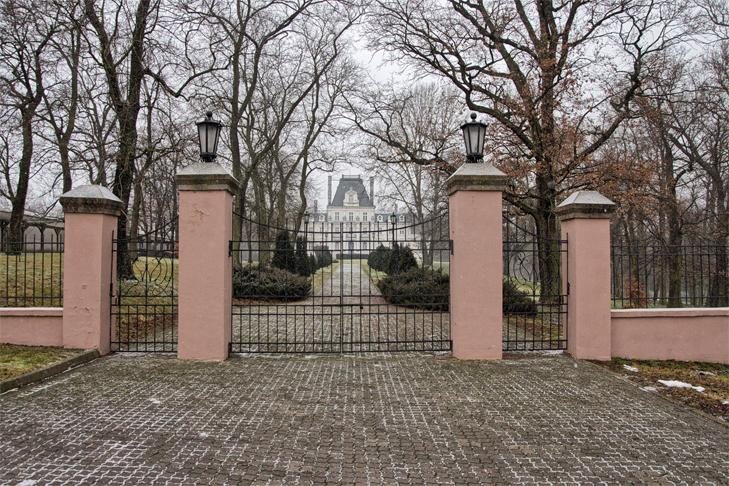
Widok na pałac od bramy głównej
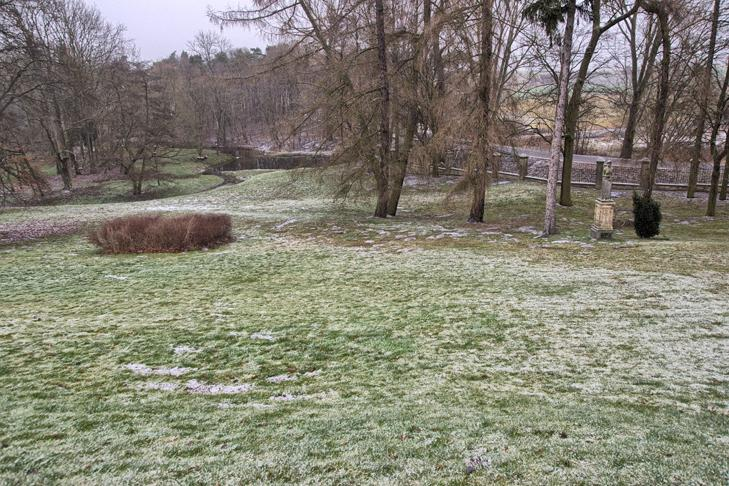
Park
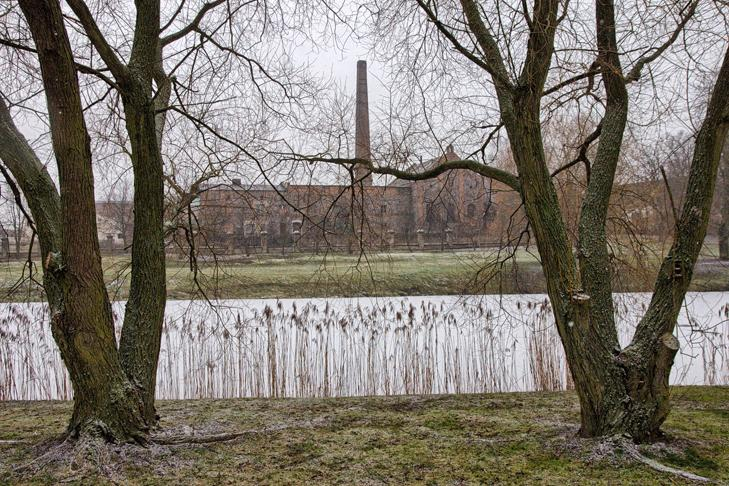
Gorzelnia i folwark